# Für Immer Frei
Für Immer Frei è il dodicesimo album in studio del gruppo musicale tedesco Saltatio Mortis, pubblicato nel 2020.
Composto da un CD, contenente 14 inediti, e, inclusi nella Limited Edition, un Bonus CD contenente 15 tracce di cover delle canzoni più famose della band, realizzate da altri gruppi amici dei Saltatio Mortis per celebrare il ventennale della loro fondazione, e un Bonus DVD, che racchiude gli speciali "20 years of Saltatio Mortis" e "In our words" e il making of di "Für Immer Frei", l'album doveva essere inizialmente messo in commercio il 2 ottobre 2020, ma poi l'uscita è stata rinviata al 9 ottobre dello stesso anno a causa di ritardi dovuti alla pandemia di COVID-19.
Intanto vengono rilasciati a cadenza mensile 4 singoli: il 10 luglio 2020 viene pubblicato il primo, Loki.
Il 7 agosto 2020 è la volta di Für Immer Jung.
L'11 settembre esce Löwenherz.
Infine, il 2 ottobre, data originaria dell'uscita dell'album, viene rilasciato Mittelfinger Richtung Zukunft, canzone realizzata con gli Swiss und die Andern e Henning Wehland.
Il 27 agosto 2021 la band rilascia una riedizione dell'album, intitolata Für Immer Frei (Unsere Zeit Edition), la cui uscita è stata anticipata dal rilascio di tre delle nuove tracce in esso proposte, ovvero Hypa Hypa il 30 aprile, My Mother Told Me il 18 giugno e Nie Allein il 6 agosto.
Unsere Zeit Edition include non solo i due CD della versione originale uscita l'anno prima, ma anche un terzo disco contenente 5 tracce inedite e 3 versioni alternative, nonché un altro Bonus DVD, nella Limited Edition, oltre a quello già presente nell'edizione originaria, del "Ein Traum Von Freiheit" Live Konzert, il concerto in streaming della band tenutosi il 30 aprile 2021.

## Tracce
Für Immer Frei
Cd 1
1. Ein Traum Von Freiheit - 1:30
2. Bring Mich Zurück - 3:38
3. Loki - 3:56
4. Linien Im Sand - 3:22
5. Für Immer Jung - 3:36
6. Palmen Aus Stahl - 3:26
7. Löwenherz - 3:52
8. Mittelfinger Richtung Zukunft (feat. Swiss und die Andern & Henning Wehland) - 2:51
9. Rose Im Winter - 4:05
10. Factus De Materia - 2:59
11. Seitdem Du Weg Bist - 3:46
12. Keiner Von Millionen - 3:29
13. Neustart Für Den Sommer - 2:54
14. Geboren Um Frei Zu Sein - 3:36

Cd 2 "Aus fremden Federn"
1. Ich Werde Wind (Emil Bulls) - 4:09
2. Dorn Im Ohr (Dritte Wahl) - 3:46
3. Große Träume (Die Happy) - 3:30
4. Where Are The Clowns? (Wo Sind Die Clowns?) (Kissin' Dynamite) - 3:42
5. Prometheus (ASP) - 4:42
6. Sie Tanzt Allein (Subway to Sally) - 4:30
7. Herr Holkin (Versengold) - 3:58
8. Heimdall (Schandmaul) - 4:32
9. Wachstum Über Alles (Russkaja) - 3:46
10. Dem Spielmann Sein Schwur (J.B.O.) - 3:33
11. Europa (Sondaschule) - 3:29
12. Spur Des Lebens (Indecent Behavior) - 3:02
13. Dinofreunde (Hevisaurus) - 3:40
14. Bread And Games (Brot Und Spiele] (Firkin) - 3:50
15. Abschiedsmelodie (Elfenthal & Maite Itoiz) - 3:54

Für Immer Frei (Unsere Zeit Edition)
Cd 1
1. Ein Traum Von Freiheit - 1:30
2. Bring Mich Zurück - 3:38
3. Loki - 3:56
4. Linien Im Sand - 3:22
5. Für Immer Jung - 3:36
6. Palmen Aus Stahl - 3:26
7. Löwenherz - 3:52
8. Mittelfinger Richtung Zukunft (feat. Swiss und die Andern & Henning Wehland) - 2:51
9. Rose Im Winter - 4:05
10. Factus De Materia - 2:59
11. Seitdem Du Weg Bist - 3:46
12. Keiner Von Millionen - 3:29
13. Neustart Für Den Sommer - 2:54
14. Geboren Um Frei Zu Sein - 3:36

Cd 2 (2021 Bonus Tracks)
1. Nie Allein - 3:14
2. Unsere Zeit - 3:05
3. Funkenregen - 3:40
4. Wellerman - 2:01
5. My Mother Told Me - 3:16
6. Hypa Hypa - 2:56
7. Geboren Um Frei Zu Sein (Alternative Version) - 3:28
8. Nie Allein (Proberaum Session) - 3:02

Cd 3 "Aus fremden Federn"
1. Ich Werde Wind (Emil Bulls) - 4:09
2. Dorn Im Ohr (Dritte Wahl) - 3:46
3. Große Träume (Die Happy) - 3:30
4. Where Are The Clowns? (Wo Sind Die Clowns?) (Kissin' Dynamite) - 3:42
5. Prometheus (ASP) - 4:42
6. Sie Tanzt Allein (Subway to Sally) - 4:30
7. Herr Holkin (Versengold) - 3:58
8. Heimdall (Schandmaul) - 4:32
9. Wachstum Über Alles (Russkaja) - 3:46
10. Dem Spielmann Sein Schwur (J.B.O.) - 3:33
11. Europa (Sondaschule) - 3:29
12. Spur Des Lebens (Indecent Behavior) - 3:02
13. Dinofreunde (Hevisaurus) - 3:40
14. Bread And Games (Brot Und Spiele] (Firkin) - 3:50
15. Abschiedsmelodie (Elfenthal & Maite Itoiz) - 3:54

## Formazione
Edizione 2020:
- Alea der Bescheidene - voce, cornamusa, ciaramella, arpa, Didgeridoo, bouzouki irlandese, chitarra
- Lasterbalk der Lästerliche - batteria, tamburi turchi, tamburi, timpani, percussioni, programmazione
- Till Promill - chitarra
- Jean Méchant der Tambour - batteria, percussioni
- Falk Irmenfried von Hasen-Mümmelstein - voce, cornamusa, ciaramella, ghironda
- Luzi Das-L - cornamusa, ciaramella, tromba marina, bouzouki
- El Silbador - cornamusa, ciaramella, uilleann pipes, low whistle, biniou
- Bruder Frank - basso elettrico, Chapman Stick

Edizione 2021:
- Alea der Bescheidene - voce, cornamusa, ciaramella, arpa, Didgeridoo, bouzouki irlandese, chitarra
- Till Promill - chitarra
- Jean Méchant der Tambour - batteria, percussioni
- Falk Irmenfried von Hasen-Mümmelstein - voce, cornamusa, ciaramella, ghironda
- Luzi Das-L - cornamusa, ciaramella, tromba marina, bouzouki
- El Silbador - cornamusa, ciaramella, uilleann pipes, low whistle, biniou
- Bruder Frank - basso elettrico, Chapman Stick